# Roy Gelmi
Roy Gelmi (* 1. März 1995 in Bülach) ist ein Schweizer Fussballspieler, der beim FC Schaffhausen unter Vertrag steht.

## Biographie

### Vereine
Seine ersten Schritte im Fussball machte Gelmi im Alter von sechs Jahren beim FC Bassersdorf. Als Elfjähriger wechselte er in die Juniorenabteilung des FC Zürich. Drei Jahre später wechselte er in die Jugendabteilung des FC St. Gallen. Dort absolvierte er die Fussball-Akademie und absolvierte nebenbei das Gymnasium, welches er 2013 mit der Matur abschloss. Im Jahr 2013 absolvierte er erste Spiele in der zweiten Mannschaft des FC St. Gallen. Sein Debüt in der ersten Mannschaft hatte er am 10. Mai 2015 beim Spiel gegen den BSC Young Boys. Auf die Saison 2015/16 unterzeichnete er einen Profivertrag, befristet bis Juni 2018. Sein erstes Tor gelang ihm am 22. September 2015 beim Meisterschaftsspiel gegen den FC Thun in der 85. Minute mit dem 1:0-Siegtreffer. Trotz laufendem Vertrag wechselte er per 11. Juli 2017 zum FC Thun. Am 23. April 2019 erzielte er im Cup-Halbfinal auswärts gegen den FC Luzern den entscheidenden Treffer zum 1:0-Sieg der Berner Oberländer und sicherte diesen damit nach 1955 den zweiten Einzug in den Final der Vereinsgeschichte.
Zum 31. Januar 2020 wurde er an VVV-Venlo ausgeliehen.

### Nationalmannschaft
Roy Gelmi debütierte am 12. Oktober 2015 in der U-21-Nationalmannschaft der Schweiz bei der Qualifikation zur U-21-Europameisterschaft 2017 beim 1:1 gegen Norwegen.